# Michael Patrick Kelly
Michael Patrick Kelly (Dublin, 5 december 1977) is een Iers-Amerikaanse zanger, artiest en componist. Als derde jongste lid van de band The Kelly Family kreeg Kelly al vroeg bekendheid als Paddy Kelly. Samen met jongere broer Angelo Kelly was hij publiekslieveling binnen de band. In 2003 publiceerde Kelly zijn eerste solo-album, waarna hij zich voor een periode van zes jaar terugtrok uit de media. In 2011 werd hij opnieuw actief in de muziekwereld.
In 2018 was hij coach in The Voice of Germany.

## Biografie

### Carrière metThe Kelly Family
Michael Patrick (Paddy) Kelly werd geboren als tiende kind van Daniel Jerome Kelly en zesde kind van Barbara Ann Kelly in een woonwagen in Dublin. Van jongs af aan reisde Kelly na de dood van zijn moeder in 1982 meer dan twaalf jaar met zijn familie als straatmuzikant door Europa.
Op vijftienjarige leeftijd componeert Kelly het nummer An Angel waarmee de familie in 1994 de grote doorbraak beleefde in met name Duitsland maar ook Oostenrijk en Zwitserland. In Nederland kwam de grote bekendheid later toen in 1996 het nummer I can't help myself verscheen en nog weer later Fell in Love with an Alien.

## Discografie

### Albums
| Album met eventuele hitnotering(en) in de Nederlandse Album Top 100 | Datum van verschijnen | Datum van binnenkomst | Hoogste positie | Aantal weken | Opmerkingen     |
| ------------------------------------------------------------------- | --------------------- | --------------------- | --------------- | ------------ | --------------- |
| In Exile                                                            | 17-03-2003            |                       |                 |              | Als Paddy Kelly |
| Human                                                               | 15-05-2015            |                       |                 |              |                 |
| Ruah                                                                | 23-09-2016            |                       |                 |              |                 |
| iD                                                                  | 16-06-2017            |                       |                 |              |                 |
| B.O.A.T.S.                                                          | 12-11-2021            |                       |                 |              |                 |

### Singles
| Single met eventuele hitnotering(en) in de Nederlandse Top 40 | Datum van verschijnen | Datum van binnenkomst | Hoogste positie | Aantal weken | Opmerkingen                                                    |
| ------------------------------------------------------------- | --------------------- | --------------------- | --------------- | ------------ | -------------------------------------------------------------- |
| An Angel                                                      |                       | 27-5-1995             | tip             |              | #40 in de Nationale Hitparade met The Kelly Family             |
| Fell in Love with an Alien                                    |                       | 8-3-1997              | 3               | 15           | #4 in de Nationale Hitparade/ Alarmschijf met The Kelly Family |
| One More Song                                                 |                       | 7-2-1998              | 26              | 4            | #37 in de Nationale Hitparade met The Kelly Family             |
| The Children of Kosovo                                        |                       | 26-6-1999             | 19              | 2            | #18 in de Nationale Hitparade met The Kelly Family             |
| Mama                                                          | 8-11-1999             | 4-12-1999             | 39              | 2            | #27 in de Nationale Hitparade met The Kelly Family             |
| Pray, pray, pray                                              | 03-02-2003            | 08-03-2003            | 74              | 1            | Als Paddy Kelly                                                |
| When you sleep                                                | 05-05-2003            |                       |                 |              | Als Paddy Kelly                                                |
| Shake away                                                    | 19-03-2015            |                       |                 |              |                                                                |
| Beautiful soul                                                | 11-09-2015            |                       |                 |              |                                                                |
| Golden age                                                    | 19-05-2017            |                       |                 |              |                                                                |
| iD                                                            | 14-07-2017            |                       |                 |              | Featuring Gentleman                                            |

- Bibliothèque nationale de France: cb150417643 (data)
- Gemeinsame Normdatei: 135305136
- International Standard Name Identifier: 0000 0000 5522 0204
- MusicBrainz: 8f532bd1-c27a-4a7c-80f9-9d163f234623
- Nationale Bibliotheek van Tsjechië: ola2002152564
- Virtual International Authority File: 74136377